# Mapa drogowa (harmonogram)
Mapa drogowa – popularne, choć przeważnie krytykowane określenie na harmonogram działań bądź szczegółowy plan lub schemat czynności realizowanych stopniowo, mających doprowadzić do osiągnięcia zamierzonego celu.
Zamiennikami lepiej ugruntowanymi w języku polskim są wyrazy „plan” i „harmonogram”.
W języku angielskim termin roadmap (dosłownie „mapa drogowa”) stosowany jest w biznesie planowania strategicznego i komunikacji oraz strategii rozwoju technologicznego. Używa się go również na określenie wszelkiego rodzaju schematów postępowania, strategii czy też usystematyzowanych planów działania. W tym też kontekście w roku 2003 ogłoszony został pokojowy plan rozwiązania konfliktu izraelsko-palestyńskiego pod angielską nazwą roadmap for peace („mapa drogowa” do pokoju).
Ewolucja znaczeniowa tego wyrażenia w języku polskim jest przykładem kalki językowej uwarunkowanej wpływem angielszczyzny. Mimo nieusankcjonowania tego nowego sensu przez wydawnictwa poprawnościowe i krytycznych głosów normatywistów tak rozumiane pojęcie mapy drogowej przenika do języka ogólnego i postępuje jego ekspansja w świeżo tłumaczonych dokumentach Unii Europejskiej czy w publikacjach dla biznesmenów. Od 2003 r. wyrażenie to można często spotkać w wypowiedziach polityków i dziennikarzy, określających wszelkie plany działań, zmierzające do rozwiązywania jakichś problemów, „mapami drogowymi”. Używanie tego terminu w kontekstach innych niż kartograficzne budzi jednak zastrzeżenia normatywistów, którzy uważają, że tradycyjne określenia „plan” i „harmonogram” wystarczająco spełniają swoją funkcję komunikatywną.
Najbardziej znane przykłady użycia tego terminu
- „mapa drogowa” pokoju dla Bliskiego Wschodu z 2003
- „mapa drogowa” przyjęta podczas posiedzenia szefów państw Wspólnoty Gospodarczej Azji i Pacyfiku 19 listopada 2005 w Pusan
- „mapa drogowa” przyjęcia euro przez Polskę

Inne zastosowania
- „Road map” for peace. state.gov. [zarchiwizowane z tego adresu (2003-05-13)]. (ang.).
- Technology roadmap (ang.)